# Chapel Row
Chapel Row är en by i West Berkshire distrikt i Berkshire grevskap i England. Byn är belägen 14 km 
från Reading. Orten har 603 invånare (2015).